# Col du Grand-Saint-Bernard
Col du Grand-Saint-Bernard (2.469 m.o.h.) er et højt bjergpas i Schweiz og Italien. Det forbinder byen Martigny i Schweiz med byen Aosta i Aosta-dalen i Italien. Fra Martigny til toppen af passet stiger vejen 2.063 højdemeter - fra 506 til 2.469 m.o.h. Passets højeste punkt ligger i Schweiz. Tunnelen blev åbnet 19. marts 1964 efter seks års konstruktionsarbejde.
Indkørslen til tunnelen på den Italienske side er i 1.875 m.o.h. og i 1.918 m.o.h. på den Schweiziske side.

## Betydningsfuld rute
Den gamle vej (fra 1905) er delvist erstattet af en 5,8 km lang tunnel (åbnet i foråret 1964) under passet, hvilket giver mulighed for biltrafik året rundt og forkorter rejsetiden mellem Martigny og Aosta med en time. Tunnellen var den første helårsvej til biltrafik gennem de høje alper.
Sammen med Skt. Gothardtunnellen, Mont Blanc-tunnellen og Frejustunnelen udgør Store Sankt Bernard vigtige vejforbindelser fra Italien mod nord.

## Historie
Col du Grand Saint Bernard har siden bronzealderen været en vigtig forbindelse mellem Nord- og Sydeuropa. De romerske legioner, de barbariske stammer, saracenerne, kejsere af det romerske rige, paver, korsfarere og Napoleon Bonaparte og hans hær, har benyttet passagen over alperne.

## Benævnelser for passet
Den danske benævnelse for passet er Store Sankt Bernhard. Den engelske benævnelse er Great Saint Bernard Pass. Der findes et andet pas mellem Aosta-dalen og Frankrig, der benævnes Col du Petit-Saint-Bernard. Passene er opkaldt efter Bernhard fra Menton, bjergbestigernes skytshelgen.
Navnemæssigt må man ikke forveksle med San Bernardinopasset beliggende i den fjerne østlige del af de vestlige alper. Tillige findes der Berninapasset længere mod øst.

## Galleri
- Udsigt mod Italien
- En statue af Saint Bernard kan ses til højre i billedet
- Østlige side af passet
- Passet i Aosta-dalen i Italien
- Indkørsel til Skt. Bernhard-tunnel